# Stanislav Tereba

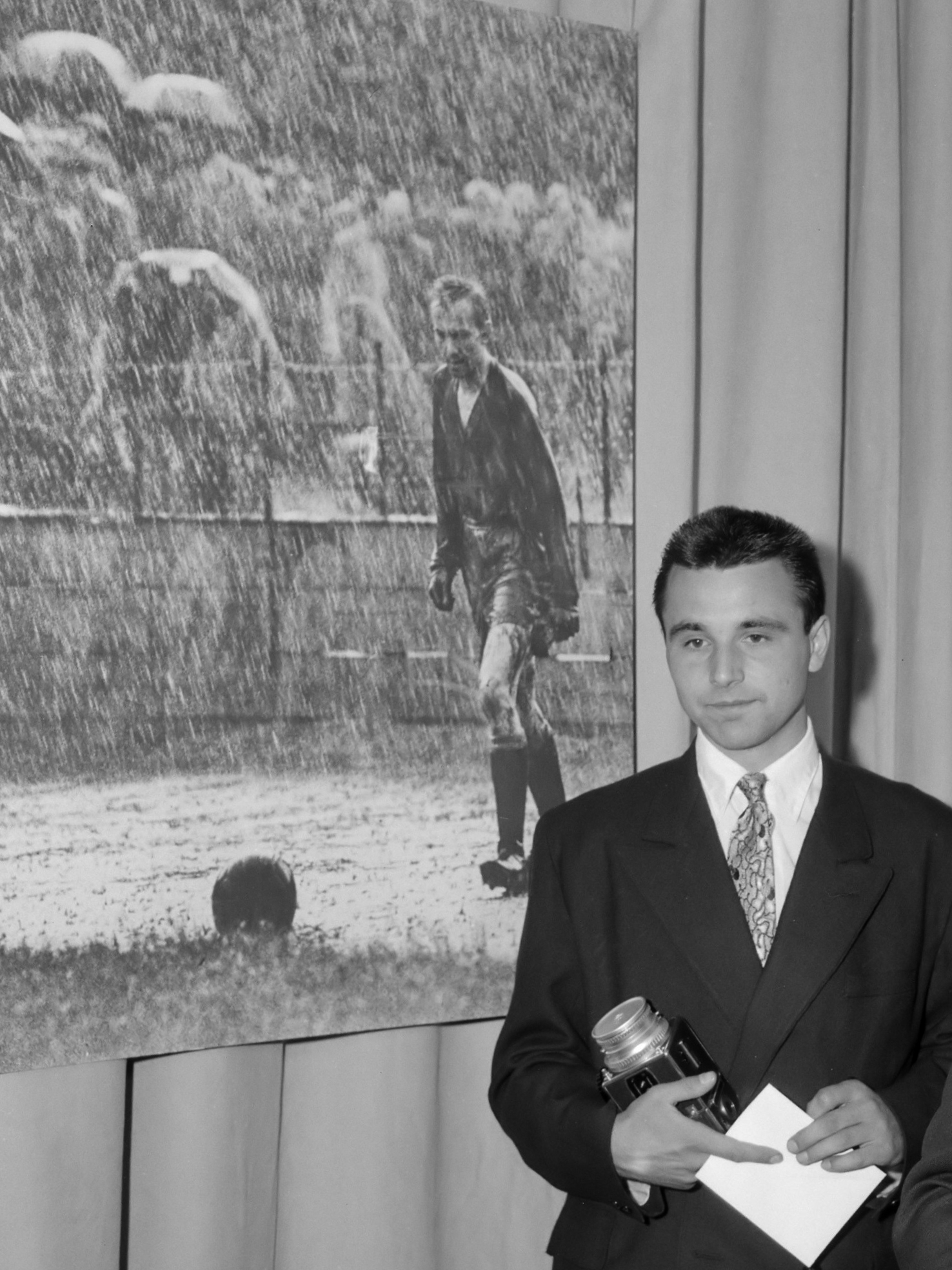
Tereba vor seinem Bild „Brankář a voda“, das als Pressefoto des Jahres 1958 ausgezeichnet wurde

Stanislav Tereba (* 2. Januar 1938 in Prag; † 17. Januar 2023) war ein tschechischer Fotograf.

## Leben und Werk
Stanislav Tereba wurde 1938 in Prag als Sohn des Tischtennisspielers Václav Tereba geboren. Von 1956 bis 1958 absolvierte er eine Ausbildung zum Fotografen und Techniker. Von 1956 bis 1961 studierte er an der Schule für Fotojournalismus.
Sein Foto eines Fußballspiels zwischen den Mannschaften Sparta Praha und Červená Hvězda Bratislava, bei dem Sparta-Torwart Miroslav Čtvrtníček im strömenden Regen auf dem Fußballfeld stand, wurde 1958 als Pressefoto des Jahres ausgezeichnet.
Von 1960 bis 1990 war bei der Prager Zeitung Večerní Praha als Leiter der Fotoabteilung tätig. Als Fotograf dokumentierte er unter anderem den Prager Frühling 1968. Ab 1990 war er für Zeitungen wie Večerník Praha, Občanský denník, Dobrý večerník oder das Magazin Sport plus als Fotojournalist tätig. Von 1997 bis 2003 arbeitete er für verschiedene Prager Zeitschriften als freier Fotojournalist.
Er starb am 17. Januar 2023 im Alter von 85 Jahren.

## Preise
- 1959: Hauptpreis und 1. Preis in der Kategorie Sport beim Pressefoto des Jahres 1958 in Den Haag, Niederlande
- 1960: Hauptpreis beim Fotowettbewerb in Buenos Aires, Argentinien
- 1961: 1. Preis beim Fotowettbewerb der Zeitschrift US Camera, USA
- 1962: 1. Preis beim Fotowettbewerb in Wien, Österreich
- 1965: Hauptpreis für Pressefotografie in Prag
- 1967: 1. Preis im Journalismuswettbewerb Die 100 besten Sportfotografien des Jahres in Prag
- 1977: 1., 2., und 3. Preis im Wettbewerb für Das beste  Tischtennis-Foto in Tokio, Japan
- 1988: Silbermedaille beim 1. Internationalen Fotowettbewerb in Peking, China

## Ausstellungen (Auswahl)
- 1966: Einzelausstellung der Sportfotografie, Sportpalast, West-Berlin
- 1966: Einzelausstellung Prag in der Fotografie in Berlin, DDR

## Veröffentlichung
- Stanislav Tereba: Profotografovaný život. Prag, Wico Production, 2005, ISBN 80-903613-0-7